# ماري والتر
ماري والتر هي ممثلة فلبينية، ولدت في 10 سبتمبر 1912 في مدينة سورسوجون في الفلبين، وتوفيت في 25 فبراير 1993 في مانيلا في الفلبين. من الجوائز التي نالتها جائزة فاماس ‏.

## جوائز
- جائزة فاماس [الإنجليزية]‏
- جائزة غواد أوريان [الإنجليزية]‏

## وصلات خارجية
- ماري والتر على موقع IMDb (الإنجليزية)
- ماري والتر على موقع قاعدة بيانات الفيلم (الإنجليزية)